# Хуан де ла Серда-и-Сильва, 4-й герцог де Мединасели
Хуан де ла Серда-и-Сильва (исп. Juan de la Cerda y Silva; ок. 1510 — 1 августа 1575) — испанский аристократ, государственный и военный деятель, 4-й герцог Мединасели (1552—1575), гранд Испании.

## Биография
Его родителями были Хуан де ла Серда-и-Вике, 2-й герцог Мединасели (1485—1544), и его вторая жена Мария де Сильва (1494—1544).
В 1552 году после смерти своего старшего сводного брата, Гастона де ла Серды-и-Португала (1507—1552), не оставившего после себя потомства, Хуан де ла Серда унаследовал его дворянские титулы и владения, став 4-м герцогом Мединасели.
В 1557 году король Испании Филипп II назначил его вице-королем Сицилии. Эту должность он занимал до 1564 года. В этот период он участвовал в осадной кампании города Триполи, в настоящее время в Ливии, в которой он столкнулся с Драгутом, адмиралом османского флота. Флот, в который входили корабли из Испании, Генуи, Тосканы, Мальтийского ордена и Папской области, был почти полностью уничтожен во время битвы при Лос-Гельвесе.
В 1561 году герцог Мединасели был назначен вице-королем Наварры, этот пост он предположительно занимал до 1572 года, но кажется, что к концу 1570 года он стал главой дома королевы Анны Австрийской, должность, которую он занимал до его смерти в 1575 году.
Весной 1572 года Филипп II отправил Хуана де ла Серду в Нидерланды в качестве губернатора. Согласно Генри Кеймену, герцог Мединасели сообщил королю, что
Чрезмерная строгость, недостойное поведение некоторых офицеров и солдат и десятый пенни являются причиной всех зол, а не ересь или мятеж […].
Один из офицеров губернатора заявил, что в Нидерландах «название дома Альбы» вызывает отвращение.. Герцог Мединасели пытался убедить короля сместить Фернандо Альвареса де Толедо-и-Пиментеля, 3-го герцога Альба-де-Тормеса, с поста военачальника. Увидев, что мнения Мединасели и Альбы несовместимы, и столкнувшись с деликатной военной ситуацией в Нидерландах, король Филипп II решил сохранить доверие к Альбе и, хотя он сначала освободил Мединасели от его обязанностей губернатора, он также поступил и с герцогом Альбой, заменив их Луисом де Рекесенсом-и-Суньигой.

## Потомки
7 апреля 1541 года в Оканье Хуан де ла Серда женился на Хуане Мануэль де Норонья (1520 — 19 июня 1568), дочери Санчо де Португала, 2-го графа Фаро (1470—1520), и Анхелы Фабры и Сентельес. У супругов было семеро детей:
- Мария де ла Серда и Мануэль (1542 — ок. 1575), вышедшая замуж за Антонио де Арагон-и-Кардона, 4-го герцога Монтальто (1543—1583)
- Хуан де ла Серда и Португал, 5-й герцог Мединасели (1544 — 29 июня 1594), старший сын преемник отца.
- Гастон де ла Серда-и-Сильва (ок. 1546 — ок. 1562), попавший в плен и умерший в плену в Константинополе.
- Санчо де ла Серда и Португал, 1-й маркиз де ла Лагуна-де-Камеро-Вьехо (ок. 1550—1626)
- Анхела де ла Серда, вышедшая замуж за Педро Хулио де Луна-и-Перальта, 2-го герцога Бивоны (1563—1592)
- Бланка де ла Серда, 1-я маркиза Рифес, вышедшая замуж за Фернандо де Сильва-и-де-Монрой, 6-го графа Сифуэнтес (+ 1590)
- Каталина де ла Серда, вышедшая замуж за Франсиско Гомеса де Сандовал-и-Рохаса, 1-го герцога Лерма (1552—1625).

Его внучка Луиза де Гусман (1613—1666), стала королевой Португалии (предок всех последующих монархов), а его правнучка Каталина Энрикета де Браганса (1638—1705), с 1662 года супруга короля Англии, Шотландии и Ирландии Карла II Стюарта.